# Attentat de 2007 à l'aérodrome de Bagram
L'attentat de 2007 à l'aérodrome de Bagram est un attentat-suicide à la bombe survenu le 27 février 2007, ayant tué 23 personnes et blessé 20 autres à l'aérodrome de Bagram en Afghanistan, alors que Dick Cheney, le vice-président des États-Unis, était en visite. L'attaque s'est produite à l'intérieur d'une des portes de sécurité entourant la base fortement gardée, à 60 km au nord de Kaboul.
En 2007, Bagram était la principale base aérienne américaine en Afghanistan.

## Déroulement
Le 27 février, vers 10 heures (heure locale), un kamikaze a attaqué la porte extérieure de la base, tuant 23 personnes et en blessant au moins 20 autres. Parmi les morts figuraient le soldat américain PFC Daniel Zizumbo, un entrepreneur américain, SSG Yoon Jang-ho (en), un soldat sud-coréen et 20 travailleurs afghans de la base.
Le vice-président américain Dick Cheney était sur la base au moment de l'attaque, étant arrivé en Afghanistan la veille pour rencontrer les alliés des Américains. Les responsables américains ont rapporté que le vice-président n'avait jamais été en danger et qu'il se trouvait à environ 1,6 km de l'explosion. Un porte-parole présumé des Talibans, Qari Yousef Ahmadi, a déclaré à l'Associated Press que les Talibans avaient connaissance à l'avance de la visite de Cheney et que Cheney était la cible visée. Ces affirmations ont été accueillies avec scepticisme par les responsables américains. Un porte-parole américain les a qualifiées de "farfelues" et a observé que "le vice-président n'était même pas censé être là du jour au lendemain, donc cela aurait été une surprise pour tout le monde". Un autre porte-parole américain, le lieutenant-colonel David Accetta, a rapporté que l'attaquant n'avait tenté de franchir aucun des points de contrôle de sécurité américains, mais s'est plutôt fait exploser parmi un groupe d'Afghans. Accetta a déclaré "caractériser cela comme une attaque directe contre la vie du vice-président est absurde". Le kamikaze se trouvait au premier point de contrôle lorsqu'il a explosé et l'Associated Press était déjà installée avec des caméras filmant la zone sur la route principale.
Des rapports ultérieurs publiés dans le cadre des rapports SIGAR (en) ont révélé que la présence de Cheney avait fuité et que le kamikaze avait ciblé un convoi alors qu'il quittait la base en croyant que Cheney était à l'intérieur. Cheney avait initialement prévu de partir dans un convoi différent qui devait partir 30 minutes plus tard. Des sources médiatiques ont fait remarquer que cette image de l'attentat à la bombe sapait les déclarations sceptiques des responsables américains et soutenait l'affirmation des Talibans selon laquelle l'attentat à la bombe avait été une tentative sérieuse d'assassinat de Cheney.